# Velociraptor
Velociraptor är ett släkte i dinosauriefamiljen Dromaeosauridae. De levde för cirka 70 - 75 miljoner år sedan i Mongoliet. Velociraptor var en relativt liten, upprättgående och köttätande dinosaurie. De var smäckra, snabba och smidiga rovdjur som kunde hålla balansen då den utförde akrobatiska konster i jakten tack vare den långa styva svansen. Som snabbast kunde de springa ända upp till 50 km/tim. Ett av de mest berömda fossila fynden, hittad i Toogreeg-bäddarna, föreställer en Velociraptor som har slagit armarna om skallen på en Protoceratops. Protoceratopsen hade krossat Velociraptorns ena hand. Kanske blev de överrumplade av en sandstorm.

## Beskrivning

Velociraptor storlek jämfört med en människa.

Dromaeosaurider varierade avsevärt i storlek, men var vanligen ganska småvuxna. Velociraptor var relativt liten; den mätte cirka 2 meter lång, varav dess svans utgjorde större delen av längden. Vikten tros ha uppgått till ungefär 15 kg. Velociraptor hade kraftfulla bakben för att springa fort, och dess svans kanske användes för att balansera kroppen. Armarna var smidiga, och slutade i tre långa fingrar med krökta klor. Andra tån på den bakre foten var uppfällbar, och bar en krökt klo som man tror användes som vapen. Velociraptor hade relativt lång, spetsig nos, och munnen var fylld med vassa, sågtandade tänder.

### Fjädrar

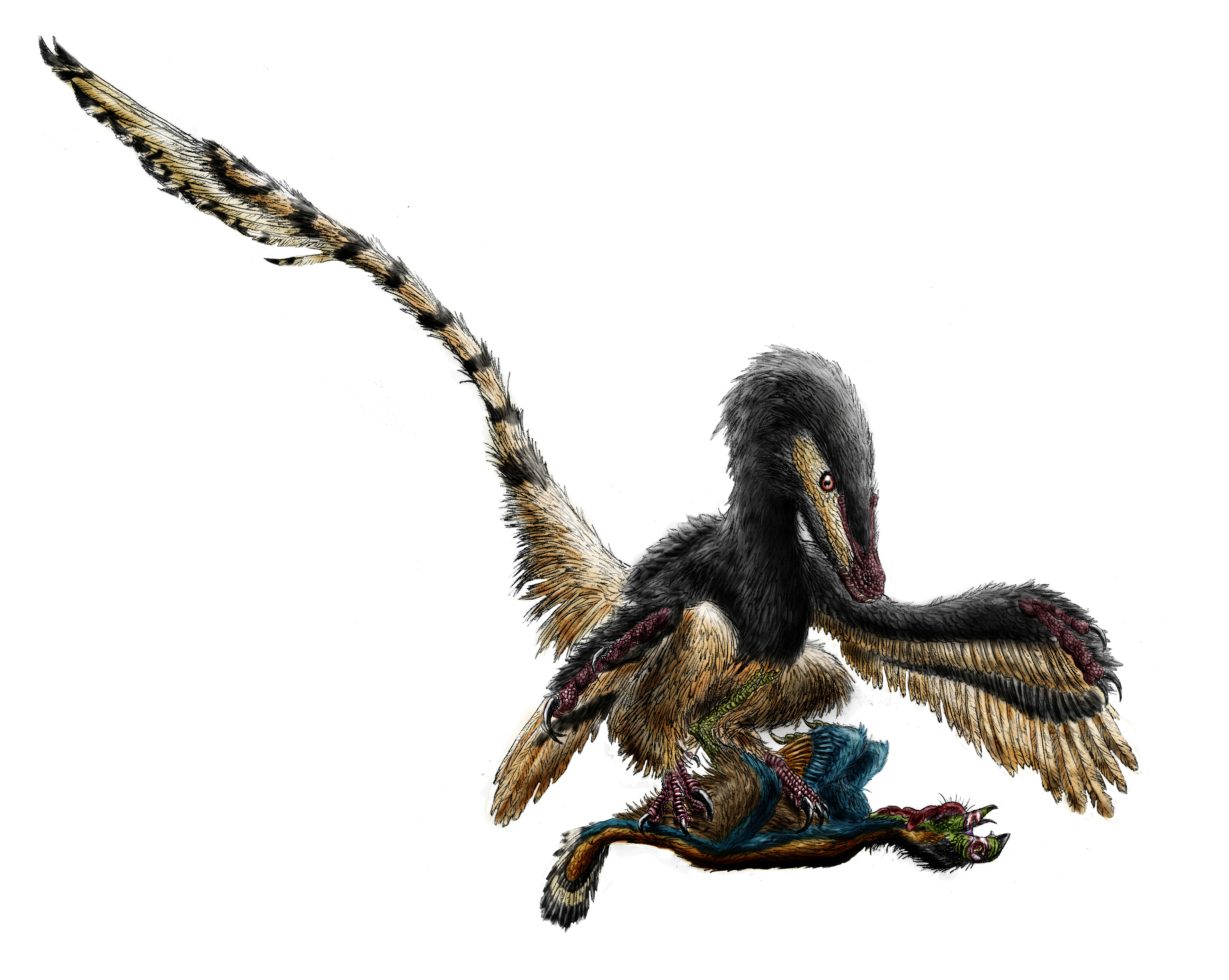
En Velociraptor anfaller en oviraptorosaurie.

I stort sett alla seriösa forskare är överens om att fåglar är dinosaurier och nära besläktade med dromaeosaurider som Velociraptor. Detta faktum har bland annat stöd i att man har hittat fossil av dinosaurier med fjädrar, framför allt i Liaoning (Kina). Vissa fossil efter dromaeosaurider har fossil med fjädrar bevarade; Microraptor, Sinornithosaurus och Rahonavis.
Trots att fossila fjädrar efter Velociraptor saknas, har Norell och Makovicky dokumenterat osteologiska bevis för fjädrar hos Velociraptor. Vid en undersökning av armbågsbenet från exemplaret GMI 100/981 upptäckte man tvärgående skåror i benet. Dessa återfinns på en del moderna fåglar, och utgör fäste för deras armtäckare. Forskarna drog slutsatsen att Velociraptor hade bevarade spår efter 14 armpennor på vardera armbågsbenet. Detta kan jämföras med Microraptor, som tros ha haft 18. Velociraptorn var nog för tung för att flyga med fjädrarna, men de kunde ha varit till hjälp när djuret sprang.

## Framträdanden i kulturen
Velociraptor hade stora roller i Steven Spielbergs film Jurassic Park 1993, baserad på boken Urtidsparken av Michael Crichton. De dinosaurier som i filmen kallas "raptorer" är dock inte av släktet Velociraptor, utan dess amerikanska släkting Deinonychus. Detta beror på att Crichton då han skrev boken utgick från Gregory S. Pauls dåvarande teori att Velociraptor och Deinonychus är ett och samma släkte, vilket dock har ifrågasatts av andra forskare. I uppföljarna The Lost World: Jurassic Park och Jurassic Park III fortsatte man dock att kalla dem "Velociraptor". Dessa "raptorer" hade ett flertal olikheter med de verkliga djuren, däribland deras avsaknad av fjädrar, mycket större storlek, anatomi och deras handleder. Sedan Jurassic Park visades har Velociraptor, ofta mer liknande Deinonychus, framställts i flera andra filmer och program, såväl som leksaker.
I Disneys tecknade TV-serie Legenden om Tarzan (2001-2003) skildras två avsnitt då Tarzan besöker "Den glömda världen" och möter djur som definieras som "Velociraptor". Dessa är dock betydligt större än de verkliga djuren, liknande fallet med Jurassic Park. Velociraptor visades också i ett specialavsnitt av BBC:s TV-serie Dinosauriernas Tid, och Discovery Channels program Dinosaur Planet. År 2007 framställdes Velociraptor också i Giant Screen films produktion Dinosaurier!.